# Церква святого апостола Івана Богослова (Іване-Пусте)

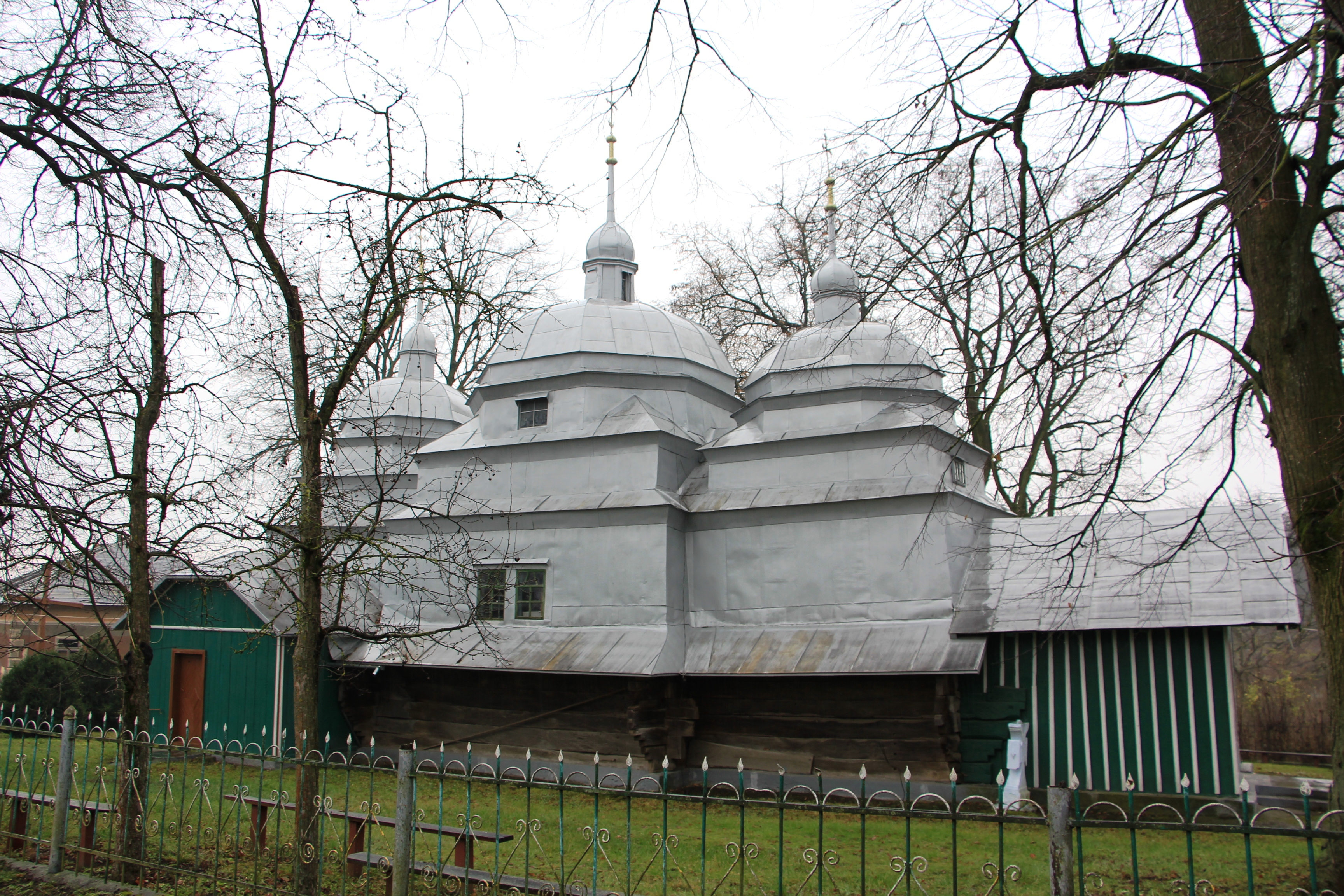
Дерев'яна церква Святого апостола Івана Богослова

Церква святого апостола Івана Богослова в Івано-Пустому — парафія і храм греко-католицької громади Мельнице-Подільського деканату Бучацької єпархії Української греко-католицької церкви в селі Іване-Пусте Чортківського району Тернопільської области.
Дерев'яна церква та дзвіниця оголошені пам'ятками архітектури національного значення (охоронні номери 1566/1, 1566/2).

## Історія церкви
Перша згадка про парафію датується 1763 роком. До 1946 року вона була греко-католицькою, а з 1946 по 1991 рік належала до РПЦ. З 13 січня 1991 року парафія знову перебуває під юрисдикцією УГКЦ.
З 1763 до 1997 року богослужіння проводили в старій дерев'яній церкві. 28 вересня 1997 року єпископ Михаїл Сабрига освятив новозбудований храм, де відтоді й відбуваються відправи.
На території парафії є п'ять капличок, хрести парафіяльного значення та скульптура скорботного Ісуса, що нагадує про акцію проти абортів.
При парафії діють такі спільноти:
- «Матері в молитві» (з 2010).
- Братство «Матері Божої Неустанної Помочі» (з 1997).
- Братство «Пресвятого Серця Ісусового» (з 1991).
- Вівтарне братство (з 1991).

## Парохи
- о. Платон Січинський (1855—1894),
- о. Нестор Єиневіцький (1894—1921)
- о. Іван Нолгай (1921—1940),
- о. Роман Тичинський (1940—1942),
- о. Мар'ян Карачевський (1942—1943),
- о. Степан Ванджура (1944—1949),
- о. Михайло Смішко (з травня 1990).